# ألين وينشتاين
ألين وينشتاين (بالإنجليزية: Allen Weinstein) هو مؤرخ ودبلوماسي أمريكي، ولد في 1 سبتمبر 1937 في نيويورك في الولايات المتحدة، وتوفي في 18 يونيو 2015 في غايثرسبيرغ في الولايات المتحدة بسبب ذات الرئة.

## أنظر أيضًا
- ألكسندر فاسيلييف

## وصلات خارجية
- ألين وينشتاين على موقع إن إن دي بي (الإنجليزية)